# Tyszki-Nadbory
Tyszki-Nadbory ist ein Dorf in Polen, das der Landgemeinde Czerwin im Powiat Ostrołęcki der Woiwodschaft Masowien angehört. Es liegt rund 120 Kilometer nordöstlich der Landeshauptstadt Warschau. 
Das Dorf hat ca. 120 Einwohner.
Die erste schriftliche Erwähnung des Dorfes stammt aus der ersten Hälfte des 15. Jahrhunderts.